# Lourdes Flores Nano
Lourdes Celmira Flores Nano (Lima, 1959) és una advocada i política peruana. Ha ocupat el càrrec de Congressista de la República i s'ha postulat a la Presidència del Perú pel partit polític Unidad Nacional en les eleccions celebrades el 2001 i el 2006.